# Velika plaža
Velika plaža (kyrilliska: Велика Плажа, albanska: Plazhi i madh, svenska: långa stranden) är en 12 kilometer lång sandstrand i den södra delen av Ulcinjs kommun i södra Montenegro. Den sträcker sig från Port Milena i norr till Bunafloden i söder som separerar fastlandet från Ada Bojana.
Strandens längd på omkring 12 kilometer gör den till den överlägset längsta i Montenegro och en av de längsta i Europa. Stranden har delats in i olika områden som inspirerats av andra kända stränder i världen som Copacabana och Miami Beach.